# Sylvia Kotting-Uhl

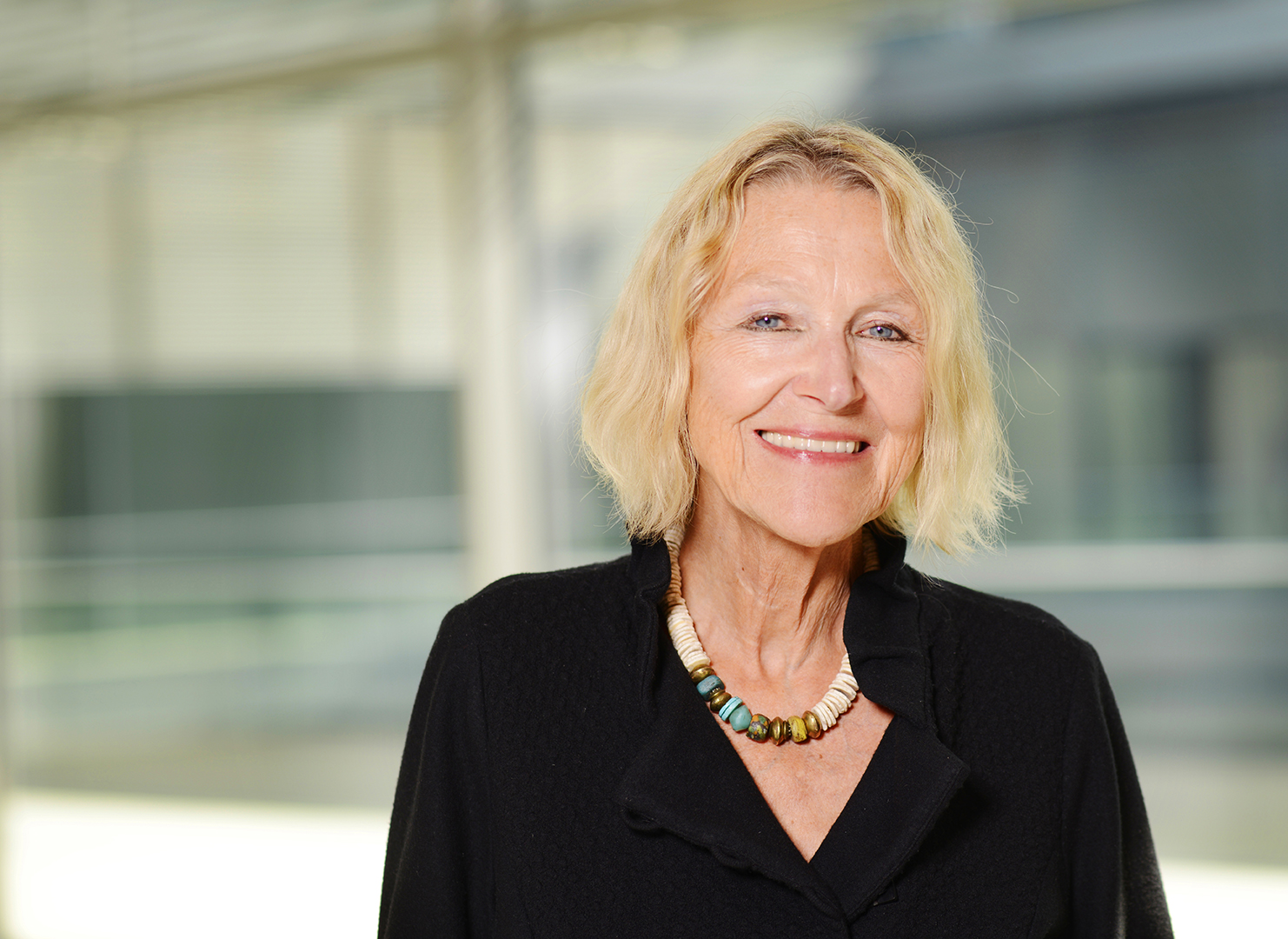
Sylvia Kotting-Uhl (2019)

Sylvia Kotting-Uhl (* 29. Dezember 1952 in Karlsruhe) ist eine deutsche Politikerin (Bündnis 90/Die Grünen). Sie war von 2005 bis 2021 Mitglied des Deutschen Bundestages. Sie war umweltpolitische und atompolitische Sprecherin ihrer Fraktion, und von Januar 2018 bis Herbst 2021 Vorsitzende des Ausschusses für Umwelt, Naturschutz und nukleare Sicherheit.

## Leben und Beruf
Ihre Kindheit verbrachte Sylvia Kotting-Uhl in Nordbaden. Nach dem Abitur studierte sie Germanistik, Anglistik und Kunstgeschichte in Heidelberg, Edinburgh und Saragossa. Anschließend arbeitete sie als Dramaturgin an der Badischen Landesbühne, entschied sich aber mit der Familiengründung für ein „alternatives Leben im Kraichgau mit Selbstversorger-Tendenzen“.
In einem zweiten Berufsleben baute sie ab 1985 eine Kinderwerkstatt auf, die sie über zehn Jahre leitete und der inzwischen auch eine Frauenwerkstatt angegliedert ist. Darüber hinaus  war sie als Dozentin bei freien Bildungsträgern tätig und absolvierte ein Fernstudium in Psychologie.
Sylvia Kotting-Uhl hat zwei erwachsene Söhne und drei Enkeltöchter.

## Partei
Sylvia Kotting-Uhl wurde 1989 Mitglied bei den Grünen und war in den ersten Jahren auf Orts- und Kreisebene aktiv. Von 1995 bis 1999 und 2001 bis 2013 war sie Mitglied im Landesvorstand, von 2003 bis 2005 Landesvorsitzende der Grünen in Baden-Württemberg. Nach den Landtagswahlen in Baden-Württemberg 2011 und 2016 war sie Mitglied der Verhandlungskommission zur Regierungsbildung. Für die Bundestagswahl 2013 wurde Sylvia Kotting-Uhl auf Listenplatz 3 der baden-württembergischen Landesliste gewählt.
Kotting-Uhl wird dem linken Flügel der Partei zugeordnet. Gegenüber Vertretern des realpolitischen Flügels der Partei trat sie in der Vergangenheit vehement auf.

## Abgeordnete
Seit 2005 ist Sylvia Kotting-Uhl Mitglied des Deutschen Bundestags. Eingezogen ist sie über die Landesliste Baden-Württemberg. Ihr Heimatwahlkreis ist Karlsruhe-Stadt, wo sich auch ihr Wahlkreisbüro befindet. In der 16. Wahlperiode (2005–2009) war sie umweltpolitische Sprecherin der grünen Bundestagsfraktion, in der 17. und 18. Wahlperiode Sprecherin für Atompolitik.
Sie ist Vorsitzende Ausschusses für Umwelt, Naturschutz und nukleare Sicherheit.
Sie war Obfrau im ersten Parlamentarischen Untersuchungsausschuss (Gorleben-Untersuchungsausschuss, 2010–2012). Sie ist stellvertretendes Mitglied im Ausschuss für Bildung, Forschung und Technikfolgenabschätzung.
Inhaltlich arbeitet sie zu den Themen Atomausstieg, Atommüll und Endlagersuche, Atomtransporte, AKW im In- und Ausland, Uran, Energieforschung sowie Strahlenschutz/Mobilfunk.
Unter anderem durch die Antwort auf eine Kleine Anfrage von Sylvia Kotting-Uhl wurden im Jahr 2010 Transporte von Atommüll aus Deutschland in das russische Zwischenlager Majak verhindert.
Im Untersuchungsausschuss Gorleben hat sich Sylvia Kotting-Uhl für die lückenlose Aufklärung der Umstände eingesetzt, unter denen die Regierung von Bundeskanzler Helmut Kohl im Jahr 1983 entschieden hatte, nur den Salzstock im niedersächsischen Gorleben auf eine Eignung für die Endlagerung von Atommüll zu prüfen.
Nach der Reaktorkatastrophe von Fukushima reiste Sylvia Kotting-Uhl mehrfach nach Japan, um sich ein Bild von der Lage vor Ort zu machen und in einen Austausch zu treten mit Betroffenen, Vertreterinnen und Vertretern aus Politik, Wissenschaft, Medien und Zivilgesellschaft. Sie sprach auf Großdemonstrationen und Konferenzen über die Risiken der Atomkraft, den deutschen Ausstiegsbeschluss und die Chancen einer Energiewende hin zu Erneuerbarer Energie, Energieeinsparung und Energieeffizienz.
2014 geriet sie in die Kritik, da sie für ihren Wohnsitz in Berlin keine Zweitwohnungsteuer gezahlt hatte.
Von 2014 bis 2016 war sie zudem als Mitglied des Deutschen Bundestages in der Funktion als Ordentliches Kommissionsmitglied in der Kommission Lagerung hoch radioaktiver Abfallstoffe (Endlagerkommission) gemäß § 3 Standortauswahlgesetz.
Im Januar 2020 kündigte Kotting-Uhl an, für die Bundestagswahl 2021 nicht wieder anzutreten.

## Mitgliedschaften
Sylvia Kotting-Uhl ist Mitglied bei BUND, Greenpeace, WWF, Amnesty International, Gesellschaft für bedrohte Völker und diversen kulturellen und sozialen Einrichtungen Baden-Württembergs.
Sie ist Mitglied in der Europa-Union Parlamentariergruppe Deutscher Bundestag, im Aufsichtsrat der Bundesgesellschaft für Endlagerung (BGE), im Kuratorium der DBU – Deutsche Stiftung Umwelt, im Beirat der Gesellschaft der Deutschen Bundesstiftung Umwelt zur Sicherung des Nationalen Naturerbes mbH und im Deutsch-Japanischen Forum (DJF).

## Positionen zur Nuklearenergie
In einem Meinungsbeitrag in der Welt vertrat Sylvia Kotting-Uhl 2019 die Ansicht, dass es neue Reaktorkonzepte, insbesondere zur Verringerung des Atommülls, im Wesentlichen nur auf dem Papier gäbe.

## Auszeichnungen
2024 wurde Kotting-Uhl mit dem Bundesverdienstkreuz am Bande ausgezeichnet.